# Rajpur (Madhya Pradesh)
Rajpur, Rāypur (hindi राजपुर trb.: Radźpur, trl.: Rājpur; ang. Rajpur) – miasto w środkowych Indiach, w stanie Madhya Pradesh, na wyżynie Dekan. Około 605,1 tys. mieszkańców.